# Britomartis epigenes
Britomartis epigenes är en fjärilsart som beskrevs av Hans Fruhstorfer 1912. Britomartis epigenes ingår i släktet Britomartis och familjen juvelvingar. Inga underarter finns listade i Catalogue of Life.